# كارا ولترز
كارا ولترز (بالإنجليزية: Kara Wolters)‏ مواليد 15 أغسطس 1975 في ناتيك، هي لاعبة كرة سلة أمريكية معتزلة بدأت مسيرتها الاحترافية في سنة 1999. تم اختيارها من قبل فريق هيوستن كومتز خلال الدرافت. يبلغ طولها 6 قدم 7 بوصة (2.0 م). شاركت في دورة الألعاب الأولمبية الصيفية سنة 2000. اعتزلت اللعب في 2003. فازت بلقب دوري المحترفات.

## المسيرة الاحترافية
لعبت مع هيوستن كومتز في سنة 1999، ثم لعبت مع إنديانا فيفر في سنة 2000، ثم لعبت مع ساكرامنتو موناركس من سنة 2001 إلى 2004.

## الميداليات
| الميدالية | المسابقة                           |
| --------- | ---------------------------------- |
| ذهبية     | الألعاب الأولمبية الصيفية 2000     |
| ذهبية     | كأس العالم لكرة السلة للسيدات 1998 |
| برونزية   | كأس العالم لكرة السلة للسيدات 1994 |
| ذهبية     | الألعاب الجامعية الصيفية 1997      |
| فضية      | الألعاب الجامعية الصيفية 1995      |

## روابط خارجية
- كارا ولترز على موقع الاتحاد الدولي لكرة السلة (الإنجليزية)
- كارا ولترز على موقع الاتحاد الوطني لكرة السلة النسائية (الإنجليزية)
- كارا ولترز على موقع كلية كرة السلة في سبورتس رفرنس.كوم (الإنجليزية)
- كارا ولترز على موقع بروبوليرز (الإنجليزية)
- كارا ولترز على موقع قاعة مشاهير كرة السلة للسيدات (الإنجليزية)
- كارا ولترز على موقع سبورتس رفرنس (الإنجليزية)
- كارا ولترز على موقع سبورتس رفرنس (الإنجليزية)
- كارا ولترز على موقع أوليمبيديا (الإنجليزية)